# Bataille de Talansan
Fondation du Fouta Djallon
La bataille de Talansan, en 1726, marque le début d'une nouvelle ère dans la sous-région.
Elle marque la victoire de l'Islam sur le fétichisme et les Peuls nomades.

## Commandants de guerre
Cette insurrection musulmane fut dirigée par vingt-quatre chefs religieux dont quatorze Peuls et dix Maninkas :
1. Alpha Ibrahima Sambegou de Timbo
2. Alpha Mamadou Cellou de Labé
3. Thierno Saliou Balla de Koyin
4. Alpha Mamoudou de Gongoré
5. Alpha Amadou de Kolladhé-Kankalabé
6. Alpha Mamoudou de Fougoumba
7. Thierno mo Sigon de Labé
8. Thierno mo Bouroudji de Labé
9. Alpha Moussa Sow de Kébali
10. Thierno Samba de Bhouriya
11. Thierno Siré de Bourkadié
12. Thierno Souleymane Tioro de Timbi Tounni
13. Thierno Abdourrahmane de Maci
14. Thierno Hamdjata de Kala (Dalaba)

Les 10 chefs Maninkas
1. Fodé Mamoudou de Dalato (Dalaba)
2. Fodé Mamoudou Kaly mo Kourou
3. Fodé Abdoulaye de Kourou
4. Fodé Ousmane de Kourou
5. Fodé Saliou de Traoré
6. Fodé Ishaga de Timbo (Dalaba)
7. Fodé Amadou de Saré Bowal
8. Fodé Kaman de Kourou
9. Fodé Mâdi Sira de Dalato (Dalaba)
10. Fodé Sâdigou de Kourou

## Structure sociale et politique
Après la bataille, les Peuls musulmans, vainqueurs de la guerre de religion, modifient profondément le pays des Djallonké, des bagas et des landouma ; en imposant une nouvelle législation, politiques et administration aux populations animistes qui n’ont pas gagné le littoral atlantique,.

## Sources
1. ↑  Mahdi Adamu et Anthony Hamilton Millard Kirk-Greene, Pastoralists of the West African Savanna, Manchester University Press, 1986 (ISBN 978-0-7190-2248-7, lire en ligne)
2. ↑  Bethwell A. Ogot, L'Afrique du XVIe au XVIIIe siècle, UNESCO, 1999 (ISBN 978-92-3-201711-6, lire en ligne)